# Flogistonska teorija
Flogistonska teorija je nekadašnja naučna teorija koja postulira da je elemenat sličan vatri zvani flogiston sadržan unutar zapaljivih tela i da se oslobađa tokom sagorevanja. Ime potiče od antičke grčke reči φλογιστόν phlogistón (spaljivanje), čiji koren je reč φλόξ phlóx (plamen). Ovo stanovište je prvi put naveo 1667. godine Johan Joačim Beher, a potom ga je formalizovao Georg Ernst Štal. Ova teorija pokušava da objasni procese kao što su sagorevanje i rđanje, koji su u današnje vreme kolektivno poznati kao oksidacija.

## Teorija
Flogistonska teorija navodi da su flogistikovane supstance one supstance koje sadrže flogiston i da dolazi do deflogistikacije kad sagorevaju. Deflogistikacija je proces oslobađanja flogistona iz supstance i flogiston biva apsorbovan vazduhom. Biljke pri rastu zatim apsorbuju taj flogiston, što je razlog za njihovo spontano sagorevanje, kao i razlog za dobro sagorevanje biljnog materijala.
Flogiston je predstavljao sagorevanje putem procesa koji je bio suprotan onom opisanom kiseoničnom teorijom.
Generalno, za supstance koje sagorevaju u vazduhu se kaže da su bogate flogistonom; činjenica da sagorevanje ubrzo prestaje u zatvorenom prostoru je uzimana kao jasan dokaz da vazduh ima kapacitet da apsorbuje samo konačnu količinu flogistona. Kad vazduh postane potpuno flogistikovan on više ne služi kao podržavalac sagorevanaj bilo kog materijala, niti će metal zagrevan u njemu davati kreč; niti može flogistikovani vazduh podržavati život. Verovalo se da se disanjem flogiston uklanja iz tela.
Džozef Blekov student Danijel Ruderford je otkrio azot 1772. godine i njih dvoje su koristili ovu teoriju da objasne svoje rezultate. Ostatak vazduha koji ostaje nakon sagorevanja, zapravo je smeša azota i ugljen-dioksida, i ponekad se naziva flogistikovanim vazduhom, pošto je preuzeo sav flogiston. Nasuprot tome, kad je kiseonik bio otkriven, smatralo se da je to deflogistikovani vazduh, koji ima sposobnost kombinovanja sa flogistonom i da tako podržava sagorevanje duže od običnog vazduha.

## Istorija
Empedokle je formulisao klasičnu teoriju da postoje četiri elementa — voda, zemlja, vatra i vazduh — a Aristotel je tu ideju pojačao karakterišući elemente kao vlažne, suve, vruće i hladne. O vatri se stoga smatralo da je supstanca, a na gorenje se gledalo kao na proces razlaganja koji se odnosi samo na jedinjenja. Iskustvo je pokazalo da sagorevanje nije uvek praćeno gubitkom materijala, i potrebna je bolja teorija da bi se to objasnilo.

### Johan Joahim Beher
Johan Joahim Beher je 1667. objavio svoju knjigu Physica subterranea, koja je sadržala prvi primer onoga što će postati teorija flogistona. U svojoj knjizi, Beher je eliminisao vatru i vazduh iz modela klasičnog elementa i zamenio ih sa tri oblika zemlje: terra lapidea, terra fluida, i terra pinguis. Terra pinguis je bio element koji je davao uljasta, sumporna ili zapaljiva svojstva. Beher je verovao da je terra pinguis ključna karakteristika sagorevanja i da se oslobađa kada su zapaljive supstance sagorele. Beher nije imao mnogo veze sa teorijom flogistona kakva je sada poznata, ali je imao veliki uticaj na svog učenika Štala. Beherov glavni doprinos bio je početak same teorije, koliko god da je mnogo toga promenjeno nakon njega. Beherova ideja je bila da zapaljive supstance sadrže zapaljivu materiju, terra pinguis.

### Georg Ernst Štal
Godine 1703, Georg Ernst Štal, profesor medicine i hemije u Haleu, predložio je varijantu teorije u kojoj je Bečerovu terra pinguis preimenovao u flogiston, i upravo je u tom obliku teorija verovatno imala najveći uticaj. Sam izraz 'flogiston' nije nešto što je Štal izmislio. Postoje dokazi da je ta reč korišćena još 1606. godine, i to na način koji je bio veoma sličan onome za šta ju je Štal koristio. Termin je izveden od grčke reči koja znači rasplamsati. Sledeći paragraf opisuje Štahlov pogled na flogiston:
Za Štala, metali su bila jedinjenja koja sadrže flogiston u kombinaciji sa metalnim oksidima (kalces); pri paljenju flogiston se oslobađa od metala ostavljajući za sobom oksid. Kada je oksid zagrejan sa supstancom bogatom flogistonom, kao što je ugalj, kalks je ponovo preuzeo flogiston i regenerisao metal. Flogiston je bio određena supstanca, ista u svim svojim kombinacijama.
Štalova prva definicija flogistona prvi put se pojavila u njegovom delu Zymotechnia fundamentalis, objavljenom 1697. Njegova najcitiranija definicija je pronađena u hemiji pod naslovom Fundamenta chymiae 1723. godine. Prema Štalu, flogiston je bila supstanca koja se nije mogla staviti u bocu, ali se ipak mogla preneti. Za njega je drvo bilo samo kombinacija pepela i flogistona, a pravljenje metala bilo je jednostavno kao dobijanje metalnog kalksa i dodavanje flogistona. Čađ je bila skoro čist flogiston, zbog čega se zagrevanjem sa metalnim kamencem pretvara kamen u metal, a Štal je pokušao da dokaže da su flogiston u čađi i sumporu identični pretvarajući sulfate u jetru sumpora koristeći drveni ugalj. On nije uzeo u obzir povećanje težine pri sagorevanju kalaja i olova koji su bili poznati u to vreme.

### Drugi
Johan Junker je takođe stvorio veoma potpunu sliku o flogistonu. Čitajući Štalovo delo, pretpostavio je da je flogiston zapravo veoma materijalan. Stoga je došao do zaključka da flogiston ima svojstvo lakoće, ili da čini jedinjenje u kojem se nalazi mnogo lakšim nego što bi bio bez flogistona. Takođe je pokazao da je vazduh potreban za sagorevanje stavljajući supstance u zapečaćenu bocu i pokušavajući da ih sagori.
Gijom-Fransoa Ruel doneo je teoriju flogistona u Francusku, a bio je veoma uticajan naučnik i učitelj, tako da je vrlo brzo stekla prilično snažno uporište. Mnogi od njegovih učenika su sami po sebi postali veoma uticajni naučnici, uključujući i Lavoazijea. Francuzi su na flogiston gledali kao na veoma suptilan princip koji nestaje u svim analizama, a ipak je u svim telima. U suštini, oni su sledili direktno iz Štalove teorije.
Đovani Antonio Giobert predstavio je Lavoazijeovo delo u Italiji. Giobert je 1792. osvojio nagradni konkurs Akademije književnosti i nauka u Mantovi za svoj rad koji je opovrgao teoriju flogistona. On je 18. marta 1792. na Kraljevskoj akademiji nauka (Académie royale des Sciences) u Torinu predstavio rad pod naslovom Examen chimique de la doctrine du phlogistique et de la doctrine des pneumatistes par rapport à la nature de l'eau („Hemijsko ispitivanje doktrine flogistike i doktrina pneumatičara u odnosu na prirodu vode“), koja se smatra najoriginalnijom odbranom Lavoazijeove teorije sastava vode koja se pojavila u Italiji.

## Izazov i propast
Na kraju su kvantitativni eksperimenti otkrili probleme, uključujući i činjenicu da su neki metali dobili na težini nakon što su sagoreli, iako je trebalo da su izgubili flogiston. Neki zagovornici flogistona, poput Roberta Bojla, objasnili su ovo zaključkom da flogiston ima negativnu težinu; drugi, kao što je Luj-Bernard Giton de Morvo, dali su konvencionalniji argument da je lakši od vazduha. Međutim, detaljnija analiza zasnovana na Arhimedovom principu, gustine magnezijuma i njegovog proizvoda sagorevanja pokazala je da sama tvrdnja da je lakši od vazduha ne može da objasni povećanje težine. Sam Stahl se nije bavio problemom metala koji sagorevaju i dobijanjem na težini, ali oni koji su sledili njegovu školu mišljenja su radili na ovom problemu.
Tokom osamnaestog veka, kada je postalo jasno da metali dobijaju na težini nakon što su oksidovani, flogiston se sve više smatrao principom, a ne materijalnom supstancom. Do kraja osamnaestog veka, za nekoliko hemičara koji su još uvek koristili termin flogiston, koncept je bio povezan sa vodonikom. Džozef Pristli, na primer, govoreći o reakciji pare sa gvožđem napominje da dok u potpunosti priznaje da gvožđe dobija na težini nakon što se veže sa kiseonikom da bi formirao kalks, gvožđe oksid, gvožđe takođe gubi „osnovu zapaljivog vazduha (vodonika), a to je supstanca ili princip, kome dajemo ime flogiston“. Prateći Lavoazijeov opis kiseonika kao oksidacionog principa (otuda i njegovo ime, od starogrčkog: oksús, „oštar“; génos, „rađanje“ koje se odnosi na navodnu ulogu kiseonika u formiranju kiselina), Pristli je opisao flogiston kao alkalni princip.
Flogiston je ostao dominantna teorija sve do 1770-ih kada je Antoan-Loran de Lavoazije pokazao da je za sagorevanje potreban gas koji ima težinu (konkretno kiseonik) i da se može meriti pomoću zatvorenih sudova. Upotreba zatvorenih sudova od strane de Lavoazijea i ranije, ruskog naučnika Mihaila Lomonosova, takođe je negirala plovnost koja je prikrivala težinu gasova sagorevanja i kulminirala u principu očuvanja mase. Ova zapažanja su rešila paradoks mase i pripremila teren za novu kiseoničnu teoriju sagorevanja kiseonika. Britanska hemičarka Elizabet Fulham je eksperimentom pokazala da se mnoge reakcije oksidacije dešavaju samo u prisustvu vode, da one direktno uključuju vodu i da se voda regeneriše i da se može detektovati na kraju reakcije. Na osnovu svojih eksperimenata, ona se nije slagala sa nekim od Lavoazijeovih zaključaka, kao ni sa teoretičarima flogistona koje je on kritikovao. Njena knjiga na tu temu pojavila se u štampi ubrzo nakon Lavoazijeovog pogubljenja zbog članstva u Generalnoj farmi tokom Francuske revolucije.
Iskusni hemičari koji su podržavali Stalovu teoriju flogistona pokušali su da odgovore na izazove koje su predložili Lavoazije i noviji hemičari. Usled toga je teorija flogistona postala komplikovanija i sadržala je prekomeran broj pretpostavki, što je doprinelo sveukupnom nestanku teorije. Mnogi ljudi su pokušali da preoblikuju svoje teorije o flogistonu kako bi teorija podržala ono što je Lavoazje radio u svojim eksperimentima. Pjer Maker je mnogo puta preformulisao svoju teoriju. Mada je izjavio da smatra da je teorija flogistona osuđena na propast, ostao je uz flogiston i pokušao da teoriju učini održivom.